# ザ・キャプテンズ
ザ・キャプテンズ（英称：THE CAPTAINS）は、日本のグループ・サウンズのバンド。2001年（平成13年）に仙台で結成された。自称「最後のグループサウンズ」。

## メンバー
- 傷彦（きずひこ、10月30日 - ） - ボーカル、エレキギター担当。リーダーであり、結成当初からのオリジナルメンバー。キャッチコピーは「薔薇から生まれた薔薇王子」[1]。愛称は「傷様」。「バラ咲く町」山形県村山市出身。好きな少女漫画は「ベルサイユのばら」[2]。タロット占い師でもある。
- テッド（5月14日 - ） - エレキベース担当。結成当初からのオリジナルメンバー。キャッチコピーは「やさしさそのもの」[3]。気仙沼市出身、青森市育ちで、タレント・古坂大魔王は高校の先輩に当たる[4]。モズライトベースを愛用。2020年からはすかんちのサポートベーシストを務めている。温泉ソムリエ、コーヒーソムリエ、サウナ・スパ健康アドバイザーといった資格を持っている。
- シミズトール（8月8日 - ） - ドラムス担当。キャッチコピーは「電光石火のビートマスター」。静岡県出身。好物はラーメンとカレー。元サイダーガール。2017年2月からサポート参加、同年3月26日正式加入。
- Tomoaking (4月25日-）-エレキギター担当。キャッチコピーは「ギターを抱いた戦国武将」。2022年2月に前ギタリストのジャッキーが脱退してから、たびたびサポートメンバーとしてライブに参加していた。2023年7月13日に正式加入[5][6]。

### 旧メンバー
- 豊か（ゆたか） （10月24日 - ）- キーボード、タンバリン担当。キャッチコピーは「華麗なる指先は誰のために」。結成当初から2003年2月まで在籍。
- ヒザシ （10月4日 - ）- エレキギター、振り付け担当。キャッチコピーは「ささやかなカリスマ」。結成当初から2012年5月まで在籍。
- ケイ伯爵（10月12日 - ） - キーボード担当。キャッチコピーは「鍵盤の上で白黒ハッキリつけましょう」。2012年10月加入[7]、2015年3月脱退。現アーバンギャルド。
- ヨースケ（5月20日 - ） - ドラムス担当。キャッチコピーは「青春真っ只中の暴れ太鼓」。結成当初から2016年9月まで在籍。
- ジャッキー（12月15日 - ） - エレキギター担当。キャッチコピーは「甘いマスクでハートをジャック」[8]。茨城県出身。2012年10月加入[7]、2022年2月脱退。

## 来歴
- オリジナルメンバーの5名は、元々異なるバンドのリーダーとして各々仙台で活動していた。彼らを傷彦が「GS（グループサウンズ）やろうよ」と誘い、2001年（平成13年）に結成した。リーダー（キャプテン）の集まりであることから、「船頭多くして船、山に登る」[9]ということわざを元に「ザ・キャプテンズ」とした。

- 2001年（平成13年）12月11日、仙台CLUB JUNKBOXにて初ライブ。GSのカバーの他、オリジナル曲を披露。
- 2001年（平成13年）12月24日、仙台市勾当台公園にて第二回ライブ。野外での初ライブとなった。
- 2002年（平成14年）2月、自主制作によるファーストアルバム『処女作』リリース。帯の紹介文は「ザ･キャプテンズ初期の名曲を完全収録。ファン待望の決定盤！！02年作品」。後にAUTOBAHN RECORDSより再リリースされた。
- 2002年（平成14年）5月18日、仙台PIPELINEにて初の自主企画イベント「失神天国パート1」を開催。
- 2002年（平成14年）7月〜11月、東北各地でキャンペーン活動を行う。7月2日（秋田市アゴラ広場）、7月3日（盛岡市カワトク前）、7月4日（青森市パサージュ広場）、7月13日（仙台市内路上）、7月14日（山形市内路上）、8月5日～9日（LIVESTOCK'02会場・Zepp Sendai横）、8月10日（うたまつりin盛岡会場・アピオ産業文化センター野外特設ステージ）、8月20日（仙台サンプラザ付近）、9月13日（Zepp Sendai、仙台CLUB JUNKBOX）、9月18日（仙台市宮城野区45号線沿い路上）、9月19日（仙台駅付近）、9月30日（宮城県民会館）、10月5日（仙台市体育館）、10月24日（仙台ビーブベースメントシアター）、11月5日（仙台駅周辺）、11月15日（仙台駅周辺）。
- 2002年（平成14年）7月13日、TBCラジオにて初のラジオレギュラー番組「ザ･キャプテンズの青春花吹雪」開始。「傷彦先生の愛の告白道場」「駆け込め！ザ･キャプテン寺」「こちら！へそ曲がり署！」といったコーナーがあった。
- 2002年（平成14年）7月25日、原宿クロコダイルにて初の関東遠征ライブ。
- 2002年（平成14年）8月11日、Zepp Sendaiにて「LIVESTOCK 7th STAGE」に出演。
- 2002年（平成14年）10月8日、TBCラジオにてレギュラー番組「愛、ひとしずく」放送開始。「魁!!スクールウォーズ」「豆知識が欲しいかそらやるぞ（略してまめそら）」「花吹雪！家族模様」「傷彦先生のHOW MANY いい恋」といったコーナーがあった。
- 2002年（平成14年）10月20日、仙台CLUB JUNKBOXにて自主企画イベント第４弾にして初のワンマンライブ「失神天国パート4」開催。来場者特典はセカンドアルバム『青春花吹雪（初ワンマン失神天国パート４記念盤）[10]』。
- 2002年（平成14年）11月7日、AUTOBAHN RECORDSよりセカンドアルバム『青春花吹雪』リリース。帯の紹介文は「五人のエレキの若武者の愛と涙と青春をちりばめた衝撃のセカンドアルバム。02年秋作品」。HMV仙台一番町店にてCD売り上げランキング1位（11月15日付）を獲得した。
- 2003年（平成15年）2月15日、公式ウェブサイトにて豊かの脱退を発表。これに伴い、同年3月に予定されていたZepp Sendaiでのワンマンライブ等の公演がキャンセルとなった。
- 2003年（平成15年）8月、仙台市のごみ減量キャンペーンに「ワケルくんのテーマ〜100万人のゴミ減量大作戦応援ソング〜」をCMソングとして提供した。このCMは、宮城県のテレビ・ラジオでヘヴィー・ローテーションされたため、地元宮城県では一定の知名度を持つに至る。

- 2005年（平成17年）7月、東芝EMIよりメジャー・デビューした。

- 2006年（平成18年）、仙台の冬の一大イベント「SENDAI光のページェント」のテーマソングとして「フユノホタル」を発表。

- 2007年（平成19年）、名取市文化会館大ホールにてザ・ワイルドワンズと共演。

- 2007年（平成19年）秋、全米ツアー「Last Group Sounds U.S. Tour 2007」を行い、アメリカのJ-POP専門誌「purple SKY」のカバーアーティストに選ばれる[11][12]。

- 2007年（平成19年）、FM群馬のラジオ番組「channel148」内のレギュラーコーナー「愛の建国記念日」スタート。（2009年終了）

- 2008年（平成20年）5月5日、群馬・高崎市文化会館にて初のホールワンマンライブ「失神ワンダーランド」を開催[13]。このイベントの模様はDVD作品「失神ワンダーランド」に収録された。

- 2009年（平成21年）5月4日、群馬音楽センターにてバンド史上最大規模のワンマンライブ「失神ワンダーランド～愛の建国記念日～」[14]を開催。このイベントの模様はDVD作品「失神ワンダーランド～愛の建国記念日～」に収録された。

- 2010年（平成22年）11月、ライブツアー中に傷彦が救急搬送され、診察の結果、脳腫瘍と判明。ツアーを中断する。

- 2011年（平成23年）1月、渋谷Milkywayにて「7DAYS☆失神天国」を傷彦抜きで敢行。最終日ワンマンでは傷彦がステージに現れ、「失神天国～恋をしようよ」を熱唱。このライブの後、傷彦復活まで活動休止期間に入る[15]。

- 2011年（平成23年）2月16日、傷彦、オペを受ける。手術は14時間にも及んだ。

- 2011年（平成23年）10月30日、東京キネマ倶楽部にてワンマンライブ「大・失神天国～～華麗なる復活」を開催。傷彦は不死鳥の如く宙を舞った[16][17]。

- 2012年（平成24年）5月、ワンマンライブ「失神天国～さらばささやかなカリスマ～」をもって、ヒザシ脱退。ヒザシ脱退に伴い、オーディションによるメンバー募集開始。

- 2012年（平成24年）10月、エレキギター担当：ジャッキー、エレキキーボード担当：ケイ伯爵[18]の加入が発表。5人編成で活動を再開する。

- 2013年（平成25年）2月、渋谷Milkywayにて3年連続となる「7DAYS☆失神天国2013」を開催。昼公演をあわせて9ステージを行なった。

- 2014年（平成26年）2月、さらに自分たちの表現を極めるべく独立を発表。

- 2015年（平成27年）3月、Zher the ZOO YOYOGIにて失神サーキット2014～2015ファイナル「失神天国～ソーロング・サムデイ！ケイ伯爵～」開催。このライブをもって、ケイ伯爵脱退。

- 2015年（平成27年）6月、FM群馬にて ザ・キャプテンズの「バラ色☆王国（キングダム）」スタート。

- 2016年（平成28年）4月20日、8年ぶりのフルアルバム『運命盤』リリース。収録曲「チック！チック！ロマンチック！」はTHE COLLECTORSのボーカル加藤ひさし氏プロデュース。他ゲスト多数[19]。

- 2016年（平成28年）9月9日、TSUTAYA O-WESTにてツアーファイナル「大・失神天国～運命チック☆ナイト～」開催。15周年記念として「失神ヒストリーブック」発売、即完売。この日をもってオリジナルメンバー、ヨースケが脱退[20]。

- 2017年（平成29年）3月、シミズトール（Dr.）が正式加入。

- 2018年（平成30年）9月7日、ベストアルバム『BEST + WILD ONE』リリース。ROLLYプロデュース曲「恋は薔薇薔薇★スターダスト」収録。

- 2019年（平成31年） 、群馬県のライフラインカンパニー、スナガの69周年の広告塔として起用され、ポスター・オリジナルソングのラジオCM放送・オリジナルコラボアイテム・イベントなどを順次展開。 ザ･キャプテンズは2019〜2021年の間にCMソングを多数提供（サンアルプス、電気、ガス、リフォーム、スナガのテーマ、スナガのミッションなど）[21]

- 2020年（令和2年）2月15日、傷彦が脳腫瘍治療のための手術を受けるに当たり、本人のたっての希望により（ドクターの許可を得て）、手術日直前にライブビデオ撮影を兼ねたワンマンライブ「ア ビアント～薔薇王子の約束～」を高崎club FLEEZにて開催。

- 2020年（令和2年）7月19日、LIVE DVD『ア ビアント～薔薇王子の約束～』リリース。

- 2022年（令和4年）1月25日、同年2月23日をもってエレキギター担当のジャッキーが脱退することが公式ウェブサイトで発表された。

- 2022年（令和4年）2月23日、下北沢ReGにて「失神天国～アデュー、ジャッキー！～」開催。このライブをもってジャッキーが脱退。

- 2023年（令和5年）6月10日、自主企画イベント「シン・失神天国」を下北沢ReGにて開催。ゲストギタリストにROLLYを迎えてのステージでは傷彦に続いてROLLYも失神した[22]。

## ディスコグラフィ

### アルバム
|       | 発売日         | タイトル               | 規格品番   | 収録曲 | 備考                               |
| ----- | -------------- | ---------------------- | ---------- | --- | ---------------------------------- |
| 1st   | 2002年07月02日 | 処女作                 | AUTO-001   | 1. 恋は赤道直下 2. お前は泣き虫 3. あたい18歳 4. 恋のゼロハン 5. 砂浜ラブレター 6. おかあさん 7. うつり香 8. 夢で見た少女 9. うるわしき君よ | AUTOBAHN RECORDS                   |
| 2nd   | 2002年11月7日  | 青春花吹雪             | AUTO-002   | 1. お前一番星 2. 夕焼けサンドビーチ 3. ひまわりの丘 4. 青春ゴーゴゴー 5. 花吹雪、秘密模様 6. アモーレ、君よ帰れ 7. 遠藤中学番長男小唄 8. 夢で見た少女 9. 夢でなら | AUTOBAHN RECORDS                   |
| 3rd   | 2004年12月3日  | 新世界                 | DKCR-1001  | 1. 恋のゼロハン 2. 黄昏流星群 3. ノーノーメモリー 4. 恋するマタドール 5. お前にセレナーデ 6. フー・アー・ユー? 7. 恋は赤道直下 8. 二人の世界 music video:恋のゼロハン | Last G.S.Records                   |
| 4th   | 2006年2月22日  | 失神最前線             | TOCT-25936 | 1. 太陽は知っている 2. 青春ゴーゴゴー 3. 月影ロマンス 4. 恋人よ 5. マドンナがくれたララバイ 6. GO OUT! 7. 失神天国〜恋をしようよ〜 8. クレオパトラ・ブーガルー(Album Version) 9. 恋はガラスの万華鏡 10. ひまわりの丘 11. 夕焼けサンドビーチ 12. 死ぬほどお前が好きさ 13. 恋のゼロハン | EMIミュージック・ジャパン          |
| 5th   | 2007年2月7日   | 薔薇の檻               | GSCR-1004  | 1. 失神サーキット 2. ハートにピットイン 3. プールサイド･ビーチサイド 4. 砂の城 5. カシオペア 6. 薔薇の檻 7. 青春野郎 8. 世界の終わりという名のラブソング 9. フユノホタル(オリジナルVer.) 10. 愛の旅人 11. 遠藤中学番長男小唄〜登校編〜 | Last G.S.Records                   |
| 6th   | 2007年10月3日  | 電気仕掛けの忍者       | GSCR-1005  | 1. THE LOVE NINJA 2. 秘密の花園 3. さらば夕焼け 4. タンゴ de マドンナ 5. 太陽によろしく染まれ 6. 恋の片道切符 7. 恋のピストル(BAN・BAN・BAN) | Last G.S.Records オリコン最高247位 |
| 7th   | 2008年6月25日  | 薔薇色の未来           | GSCR-1006  | 1. ミ・アモーレ～薔薇色に染まれ～ 2. この夜が 3. 夕陽が堕ちてくる 4. マイ・フェア・ダーリン 5. 百万本の薔薇 | Last G.S.Records                   |
| cover | 2008年10月22日 | I ♥ GS                 | GSCR-1007  | 1. 花の首飾り 2. 真赤な太陽 3. エメラルドの伝説 4. フリフリ 5. 今日を生きよう 6. ブルーシャトー 7. 夕陽が泣いている 8. トンネル天国 9. 想い出の渚 10. 夕陽が泣いている〜Instrumental ver.〜 | Last G.S.Records                   |
| Best  | 2011年2月2日   | THE CAPTAINS ANTHOLOGY | GSCR-1013  | 1. ハートのエースはワキャナイドゥー(new song) 2. ハートにピットイン 3. 失神天国～恋をしようよ’09～ 4. 恋のゼロハン 5. あたい18歳 6. 黄昏流星群 7. THE LOVE NINJA 8. 太陽は知っている(retake) 9. 月影ロマンス(retake) 10. ひまわりの丘 11. おかあさん(retake) 12. 花吹雪、秘密模様(retake) 13. うるわしき君よ(retake) 14. フユノホタル 15. この夜が 16. ミ・アモーレ～薔薇色に染まれ～ 17. 薔薇の檻 | K&A CO.,LTD./Last G.S. Records     |
| 8th   | 2016年4月20日  | 運命盤                 | VSCR-003   | 1. スペシャル・ガールフレンド 2. チック!チック!ロマンチック! 3. 恋のスナイパー 4. 恋の逆転満塁ホームラン 5. ドーナッツのうた 6. 風に呼ばれて 7. なつがある~ORIGINAL SUMMER GIRL~ 8. ヤング・ラヴ 9. 恋はエレベーター 10. 失神ロック(album mix) 11. 恋のレスキュー999 12. LET’ SMILE 13. LA VIE EN ROSE~ハートよ燃えて薔薇になれ~ 14. あの虹を見に行こう 15. HAPPY | VERY JAPANESE RECORDS              |
| Best  | 2018年9月7日   | BEST ＋ WILD ONE       | VRJR-1001  | 1. 恋は薔薇薔薇★スターダスト 2. 二人はダイヤモンド（Reboot） 3. 恋のゼロハン（Reboot） 4. ハートにピットイン（Reboot） 5. 太陽は知っている（Reboot） 6. 月影ロマンス（Reboot） 7. 二人の世界（Reboot） 8. 恋のピストルBAN BAN BAN（Reboot） 9. 青春ゴーゴゴー（Reboot） 10. 夕焼けサンドビーチ（Reboot） 11. 失神天国～恋をしようよ～（Reboot） 12. ハングオーバー・ベートーベン（Reboot） 13. 砂浜ラブレター（Reboot） 14. クレオパトラ・ブーガルー（Reboot） 15. 恋はノックアウト！（Reboot） 16. 暴れ馬クレイジーホース（BONUS TRACK) | VERY JAPANESE RECORDS              |

### シングル
|              | 発売日         | タイトル                                                | 規格品番                          | 収録曲 | 備考                                                                                              |
| ------------ | -------------- | ------------------------------------------------------- | --------------------------------- | --- | ------------------------------------------------------------------------------------------------- |
| Single       | 2003年8月      | ワケルくんのテーマ〜100万人のゴミ減量大作戦応援ソング〜 | AUTO-003                          | 1. ワケルくんのテーマ | AUTOBAHN RECORDS 仙台市・ゴミ減量キャンペーンソング                                               |
| 1st          | 2005年7月21日  | 失神天国〜恋をしようよ〜                                | TOCT-4920                         | 1. 失神天国〜恋をしようよ〜 2. 夕焼けサンドビーチ 3. 砂浜ラブレター                                                                                  | 東芝EMI                                                                                           |
| 2nd          | 2005年11月30日 | 太陽は知っている                                        | TOCT-4921                         | CD 1. 太陽は知っている 2. クレオパトラ・ブーガルー DVD 1. 太陽は知っている(Single Movie)                                                             | 東芝EMI                                                                                           |
| 3rd          | 2006年1月25日  | 月影ロマンス                                            | TOCT-4922                         | CD 1. 月影ロマンス 2. お前一番星 DVD 1. 月影ロマンス(Single Movie)                                                                                   | 東芝EMI                                                                                           |
| Cover Single | 2006年4月23日  | GS COVERS                                               | GSCR-1003                         | 1. 恋をしようよジェニー 2. 恋はもうたくさん 3. トンネル天国                                                                                          | K&A CO.,LTD. / Last G.S. Records                                                                  |
| 4th          | 2006年11月22日 | フユノホタル                                            | LLCP-0001                         | 1. フユノホタル 2. 二人はダイアモンド | LAPLAND / Last G.S. Records SENDAI光のページェント2006 テーマソング                               |
| 5th          | 2009年4月22日  | アディオス・アミーゴ！                                  | GSCR-1008                         | 1. アディオス・アミーゴ! 2. アディオス・アミーゴ!(カラオケ) 3. アディオス・アミーゴ!(インストゥルメンタル)                                           | K&A CO.,LTD. / Last G.S. Records ラジオ番組「channel 148」とのコラボレーションシングル。 扇子付き |
| 6th          | 2009年10月21日 | 恋はノックアウト！                                      | GSCR-1010                         | 1. 恋はノックアウト！ 2. 恋は流れ星 | K&A CO.,LTD. / Last G.S. Records                                                                  |
| 7th          | 2010年8月5日   | ジャングル・ジャングル                                  | GSCR-1012                         | 1. ジャングル・ジャングル 2. モナリザ・ルネッサンス                                                                                                  | K&A CO.,LTD. / Last G.S. Records                                                                  |
| 8th          | 2012年4月1日   | 大人になれない恋たち                                    | GSCR-1014                         | 1. 大人になれない恋たち 2. ノー・ノー・コールミー・ボーイ 3. GSドラキュラ(haunted version) 4. あいつがライバル                                       | K&A CO.,LTD. / Last G.S. Records                                                                  |
| 9th          | 2013年2月13日  | シェイクハンド                                          | GSCR-1015:TYPE-A GSCR-1016:TYPE-B | - シェイクハンド - サクラサク - 昭和百年 | K&A CO.,LTD. / Last G.S. Records オリコン最高125位                                                |
| 10th         | 2014年4月26日  | 失神ロック                                              | VSCR-001                          | 1. 失神ロック 2. 悪魔のハイウェイ 3. あなたと僕を結ぶ、細くて長い赤いLINE（いと） 4. 王子様はどこ？ 5. ソーロング、サムデイ 6. 失神 SCREAMING REVIEW | VERY JAPANESE RECORDS                                                                             |
| 11th         | 2014年11月23日 | メロメロ                                                | VSCR-002                          | 1. メロメロ 2. 俺たち太陽 3. 君がいるなら 4. 恋のレスキュー999 5. ケ・セラ・セラ 6. メロメロ（Karaoke）                                              | VERY JAPANESE RECORDS                                                                             |

### DVD
|     | 発売日        | タイトル                                 | 規格品番  | 備考                            |
| --- | ------------- | ---------------------------------------- | --------- | ------------------------------- |
| 1st | 2006年11月1日 | 失神天国〜ROCK'N'ROLL FRONTLINE〜        | GSDV-0001 | K&A CO.,LTD. /Last G.S. Records |
| 2nd | 2007年6月27日 | 失神天国〜愛と栄光のチェッカーフラッグ〜 | GSDV-0002 | K&A CO.,LTD. /Last G.S. Records |
| 3rd | 2007年9月5日  | 薔薇色の軌跡〜ザ・キャプテンズ映像作品集 | GSDV-0003 | K&A CO.,LTD. /Last G.S. Records |
| 4th | 2008年8月8日  | 失神ワンダーランド                       | GSDV-0004 | K&A CO.,LTD. /Last G.S. Records |
| 5th | 2009年7月9日  | 失神ワンダーランド〜愛の建国記念日〜     | GSDV-0005 | K&A CO.,LTD. /Last G.S. Records |
| 6th | 2011年8月3日  | THE CAPTAINS LIVE ANTHOLOGY              | GSDV-0007 | K&A CO.,LTD. /Last G.S. Records |
| 7th | 2012年2月8日  | 大・失神天国〜華麗なる復活〜             | GSDV-0008 | K&A CO.,LTD. /Last G.S. Records |
| 8th | 2015年3月8日  | ザ・キャプテンズ ライヴ イン磔磔         | VSDV-001  | VERY JAPANESE RECORDS           |
| 9th | 2020年7月19日 | ア ビアント～薔薇王子の約束～            | VJDJ-1001 | VERY JAPANESE RECORDS           |

### DVD（コンピレーション作品）
| 発売日        | タイトル             | 規格品番  | 備考 |
| ------------- | -------------------- | --------- | --- |
| 2010年2月10日 | Circus Circus Circus | GSDV-0006 | K&A CO.,LTD. /Last G.S. Records 音影、Gelugugu、石鹸屋らとのコンピレーション作品。ザ・キャプテンズとしては「沙惨歌」「恋の約束～ハリセン地獄～」「失神天国～恋をしようよ～」「ハートにピットイン」のライヴ演奏を収録。 |

### 参加作品
| 発売日         | タイトル                                                     | 規格品番   | 収録曲                                             | 備考                            |
| -------------- | ------------------------------------------------------------ | ---------- | -------------------------------------------------- | ------------------------------- |
| 2003年10月22日 | 東北6県ロール！                                              | CRCP-40045 | 12.恋をしようよ                                    | CROWN                           |
| 2004年2月25日  | Wild Sazanami Beat! vol.1                                    | SZNM-1003  | 4. トンネル天国                                    | SAZANAMI LABEL                  |
| 2004年4月21日  | 夢天下Vol.零                                                 | CBWW-1501  | 5.黄昏流星群                                       | WHOWORK                         |
| 2004年6月23日  | 聴視激エンターテイメント！                                   | KUCR-1001  | 7.恋するマタドール                                 | Splash                          |
| 2005年3月25日  | V.A HI-STYLE VOL.9                                           | HIST-0013  | 16.ザ・キャプテンズ傷彦 コメント                   | HIGH LINE RECORDS               |
| 2006年10月25日 | GELUGUGU AMIGOS                                              | IDCA-1028  | 3. 涙のラストチャンス                              | MusicMine                       |
| 2009年9月16日  | CircusCircusCircus                                           | GSCR-1009  | 2.沙惨歌 6.失神天国〜恋をしようよ’09〜 10.恋の約束 | K&A CO.,LTD. / Last G.S. Record |
| 2010年2月24日  | THE BLUE HEARTS "25th Anniversary" TRIBUTE                   | TKCA73512  | 15.電光石火                                        | 徳間ジャパン                    |
| 2013年1月15日  | 爆風スランプトリビュートアルバム『爆風トリビュートComplete』 | YZSM-20009 | 11.満月電車                                        | Cloud Cuckoo Land inc.          |

## ミュージックビデオ
| 監督           | 曲名                                                 |
| ミワユータ     | 「チック！チック！ロマンチック！」「恋のスナイパー」 |
| 勝又啓太       | 「メロメロ」                                         |
| 小嶋貴之       | 「THE LOVE NINJA」「失神天国〜恋をしようよ」         |
| 藤田真一       | 「月影ロマンス」「太陽は知っている」                 |
| LUCKIE         | 「恋のゼロハン」                                     |
| コジマタカユキ | 「フユノホタル」                                     |
| コジマタカユキ | 「薔薇の檻」                                         |
| コジマタカユキ | 「花の首飾り」                                       |
| コジマタカユキ | 「シェイクハンド」                                   |

## 出演

### テレビ
- 東北放送『LIVESTOCK』（テレビ岩手、東北放送、テレビユー福島、青森テレビ、テレビユー山形、秋田放送で放映）

### ラジオ
- TBCラジオ『ザ･キャプテンズの青春花吹雪』
- TBCラジオ『愛、ひとしずく』
- FM群馬『ザ・キャプテンズの愛の建国記念日』（チャンネル148内）
- FM群馬『バラ色☆王国』
- FM山形『薔薇色温泉ぽっかぽか』

## 主なライブ

### ワンマンライブ・主催イベント
- 2002年5月18日 - 失神天国パート１（仙台PIPELINE）
- 2002年7月10日 - 失神天国パート２（仙台CLUB JUNKBOX）
- 2002年8月28日 - 失神天国パート３（仙台CLUB JUNKBOX）
- 2002年10月20日 - 失神天国パート４（仙台CLUB JUNKBOX）
- 2007年03月11日 - 失神天国～高架下のマーチ 第二夜～
- 2011年01月24日〜01月29日 - ザ・キャプテンズ 10th Anniversary 7DAYS☆失神天国
- 2012年05月27日 - ザ・キャプテンズ ワンマンライブ「失神天国～さらば ささやかなカリスマ～」
- 2012年10月28日〜12月08日 - 失神サーキット2012～黄金航路～
- 2012年12月16日 - 失神天国～傷だらけ・骨だらけ～
- 2013年02月11日〜17日 - ザ・キャプテンズpresents 「7DAYS☆失神天国2013」
w/惑星アブノーマル / アーバンギャルド / ミドリカワ書房 / Natural Records / おおたけし / コーヒーカラー / 快進のICHIGEKI / 豚乙女 / アカシアオルケスタ / ザ・ゴールデンローファーズ
- 2013年05月02日 - 大・失神天国～黄金の絆～
- 2014年12月03日〜2015年01月16日 - 失神サーキット2014-2015～メロメロ～
w/THE NEATBEATS / セックスマシーン / HERE / KING / MU / Robin Fladge / SHAMO / THE 春夏秋冬 / ザ・ヒーナキャット / ザ・東京ナンバーズ / ドルフィン山中 / ナショヲナル / 右向け右 / 恋をしようよジェニーズ / 攻め★ダイン / 片山ブレイカーズ&ザ★ロケンローパーティ
- 2014年12月21日 - ザ・キャプテンズpresents 「失神天国十番勝負 其の二 vs 片山ブレイカーズ&ザ☆ロケンローパーティー」
- 2014年12月23日 - クリスマス☆ロケンローパーティ2014
- 2015年01月10日 - ザ・キャプテンズ 失神天国 スピンオフ
- 2015年01月17日 - ザ・キャプテンズpresents 「失神天国十番勝負 其の三 VS ムッシュ&ディグリガンズ」[23]
- 2015年02月14日 - 失神天国～ビタースウィート・バレンタイン～
- 2015年03月08日 - 失神天国～平安京のGS祭り～
- 2015年03月14日 - 失神天国～薔薇王子の一本釣り～
- 2015年03月21日 - 失神天国～至近距離☆ランデブー～【シングル曲オンリー】
- 2015年03月21日 - 失神天国～至近距離☆ランデブー～【GSカバーオンリー】
- 2015年03月28日 - 失神天国～ソーロング・サムデイ！ケイ伯爵～
- 2015年07月28日 - ザ・キャプテンズpresents 「失神天国十番勝負 其の七vsフラワーカンパニーズ」
- 2015年11月01日 - ザ・キャプテンズpresents 「失神天国十番勝負 其の十 VS Droog」
- 2016年04月17日 - ザ・キャプテンズNEW ALBUM「運命盤」レコ発記念ワンマン「失神天国～うん、名盤!～」
- 2016年04月29日〜08月07日 - ザ・キャプテンズNEW ALBUM「運命盤」レコ発ツアー「失神サーキット2016～運命チックな恋をしようよ～」
w/フラチナリズム / HONEY MAKER / The Gelugugu / カルメラ / Dr,gb / FROZEN CAKE BAR / HERE / ORIENTAL BOUNDS / THE LEAPS / THE SKANKIN HEADZ / WHITE JAM / うきぐも / ザ・クレーター / ジュリアナの祟り（エナツの祟りに改名） / 高木まひことシェキナベイベーズ
- 2016年05月03日 - ザ・キャプテンズpresents 「失神天国十番勝負 第二章 その一 vs THE GELUGUGU」
- 2016年06月12日 - ザ・キャプテンズNEW ALBUM「運命盤」レコ発記念ワンマン「失神天国～伊達男たちの運命～」
- 2016年06月26日 - ザ・キャプテンズpresents 「失神天国十番勝負 第二章 その二 vs THE 卍」
- 2016年07月24日 - ザ・キャプテンズNEW ALBUM「運命盤」レコ発記念ワンマン「失神天国～チックチック・タックタック～」
- 2016年07月31日 - ザ・キャプテンズNEW ALBUM「運命盤」レコ発記念ワンマン「失神天国～王都繁栄～」
- 2016年08月20日 - ザ・キャプテンズNEW ALBUM「運命盤」レコ発記念ワンマン「失神天国～クレイジーママ☆傷彦ルーム～」
- 2016年09月09日 - ザ・キャプテンズNEW ALBUM「運命盤」レコ発ツアーファイナルワンマン
- 2016年09月22日 - ザ・キャプテンズpresents 失神天国十番勝負 第二章 その三 vs 石鹸屋
- 2016年12月11日 - 結成15周年記念イベント～杜の都で薔薇色ミーティング～
- 2019年02月17日 - 失神サーキット2018-2019〜ベスト盤実演販売ツアー〜ツアーファイナルワンマンライブ「大・失神天国～グラムなスター☆と千秋楽～」（下北沢ReG）
- 2019年06月02日 - ザ・キャプテンズpresents “失神ライブサーキット”（下北沢ReG / 下北沢cub251 / 下北沢MOSAiC）
- 2020年02月15日 - ワンマンライブ「ア ビアント～薔薇王子の約束～」（高崎club FLEEZ）
- 2021年01月17日 - ザ・キャプテンズpresents “失神ライブサーキット 2020” 振替公演（下北沢ReG / club251 / MOSAiC）
- 2022年02月23日 - ワンマンライブ「失神天国～アデュー、ジャッキー！」（下北沢ReG）

### 出演イベント
- 2006年05月13日 - GOING KOBE 06
- 2006年10月06日 - MINAMI WHEEL 2006
- 2007年05月27日 - GOING KOBE 07
- 2008年09月06日 - RADIO BERRY 15th ANNIVERSARY ベリテンライブ2008
- 2009年04月18日 - ポルノ超特急2009 春の陣 (10th Aniversary) ～仙台の陣～
- 2012年04月22日 - JET ROCK'N ROLL COASTER Vol.7
- 2012年11月10日 - DALLAX&オールアバウトスカパフォーマーズ presents DIRTY MICS TOUR 2012 in TOKYO
- 2012年11月23日 - JET ROCK'N ROLL COASTER vol.8
- 2013年04月26日 - JET ROCK'N ROLL COASTER vol.9
- 2013年06月21日 - Gacharic Spin レコ発 "Delicious" TOUR
- 2013年07月12日 - Dance Tengoku !!
- 2013年07月25日 - KOBE Goodies Collection
- 2013年08月05日 - SEACRET BOX BY OTODAMA 2013 「XXX in the YUIGAHAMA 2013」
- 2013年08月23日 - KING OF R&R at WILD WEST!-vol.4-
- 2013年12月21日 - FUCKIN' X'mas TOUR 2013
- 2013年12月31日 - COUNTDOWN de ZOO～2ND ROUND
- 2014年02月21日 - KOBE Goodies Collection エンターテインメントナイト!
- 2014年03月09日 - 下北沢ReG 4th Anniversary LIVE -薔薇と天使-
- 2014年06月02日 - on music,on life
- 2014年07月17日 - CBA×GARDEN presents JUNK ROYALE vol.8
- 2014年09月12日〜11月08日 - 片山ブレイカーズ&ザ★ロケンローパーティ「KEDA-MONO/MONO-NOKE」ツアー
- 2014年09月23日 - アーバンギャルド Presents 鬱フェス 2014 Sapported by ミュージックDNAトーキョー
- 2014年10月19日 - 新宿騒乱SP!～騒音寺の狂い咲きロックンロール人生20周年記念ライブ!
- 2014年11月28日 - 40 minutes ALL!!
- 2014年11月29日 - non stylish wave CIRCUIT'14冬? 「秋?の荒らし」
- 2014年12月27日 - 武蔵野音楽祭～蓮の音ツアー2014ファイナル～
- 2014年12月31日 - ナオッキン オン カウントダウンジャパン 2014 2nd Round
- 2015年01月09日 - JET ROCK'N'ROLL COASTER ～THE 新年会 EDITION～
- 2015年01月11日 - NEW BEAT EXPRESS
- 2015年05月30日 - The Benjamin始動記念主催イベント 「HEY YOU!LOVE ME?」Vol.2
- 2015年06月03日・04日・06日・07日 - 鶴47都道府県TOUR「Live & Soul」～もう、寂しい想いはさせたくない～
- 2015年07月20日 - PALOOZA感謝祭 THE 44th.～P店長生誕日～
- 2015年08月27日 - JET ROCK'N'ROLL COASTER 2015 夏祭り 前編
- 2015年09月05日 - アーバンギャルド Presents 鬱フェス 2015
- 2015年10月11日 - Circus Circus Circus 2015
- 2015年10月18日 - 15 TURN SOUL NIGHT!
- 2015年10月30日 - TDI presents「札幌でテカって失神ナイト」
- 2015年11月07日 - ピアノゾンビ『ホワイトクラブ』発売記念TOUR「強化合宿」～チャレンジ 愛ゆえに～
- 2015年11月22日 - HEAVEN'S ROCK VJ-1 PRESENTS
- 2016年02月14日 - 路地裏午前6時 vol.29
- 2016年03月06日 - ReG 6th Anniversary SPECIAL LIVE -天使と薔薇とメイド-
- 2016年06月03日 - 九代目梅雨将軍2man series「愛将軍」
- 2016年07月02日 - 蝋燭の火を灯せ!真夏の夜のG-LOC寸前NIGHT!! ザ・キャプテンズ×The HIGH
- 2016年10月08日 - THE KNOCKOUT JAM
- 2016年11月23日 - RED GENERATION [VOL.64PARTY]
- 2016年12月02日 - 8DAYS A WEEK
- 2016年12月03日 - 都!!モンスタールネッサンス～三つ巴フェス インキョート～
- 2016年12月04日 - Noble entertainment
- 2016年12月16日 - SLAVE NIGHT vol.1
- 2016年12月18日 - X-pt. 10th Anniversary Live
- 2016年12月23日 - FUCKIN'X'mas 2016
- 2016年12月28日 - 武蔵野音楽祭～10周年いつまでも蓮の音ツアー2016～
- 2016年12月31日 - Zher the ZOO YOYOGI COUNT DOWN LIVE～Good-Bye 2016 / Hello 2017～
- 2017年02月10日 - 僕が代わりに愛を叫ぼう
- 2017年02月25日 - Palooza presents"爆音祭"
- 2017年03月25日 - Please Tell me Night～Vol.2～【祝!レコ発!アイツらが新譜引っ提げやって来た!】